# Zarra Bonheur
Pour les articles homonymes, voir Zarra.

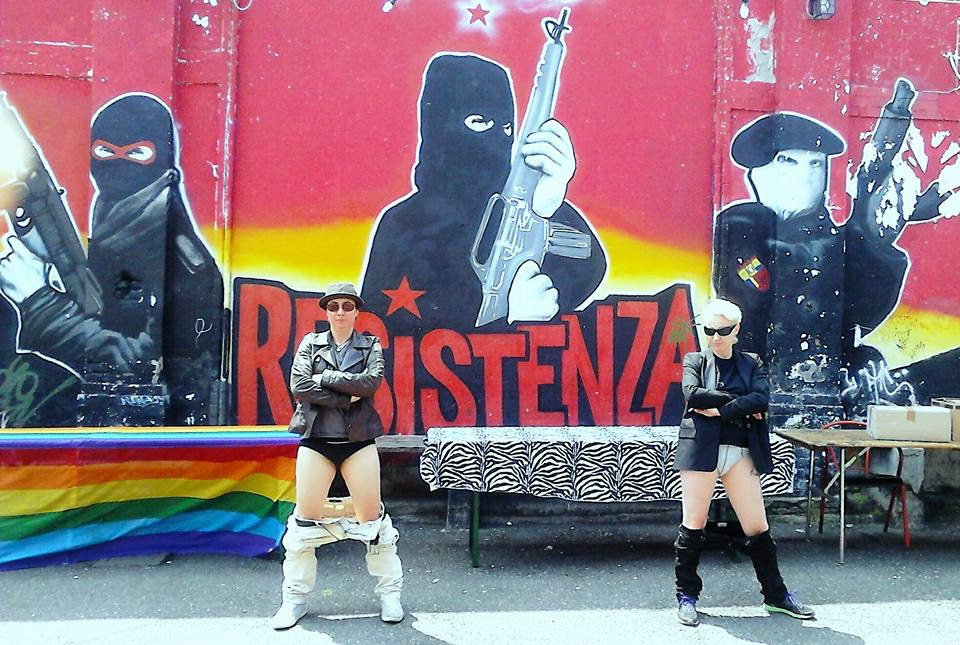
Le collectif Zarra Bonheur

Zarra Bonheur est un projet collectif performatif lesbien, féministe et queer composé de Rachele Borghi, géographe et maître de conférences à l'université de la Sorbonne,  et l'activiste féministe Sylvia Corti aka Slavina. Le collectif se donne pour objectif de traduire la recherche scientifique en performance afin de produire des espaces de transgression des normes de genre.

## Historique

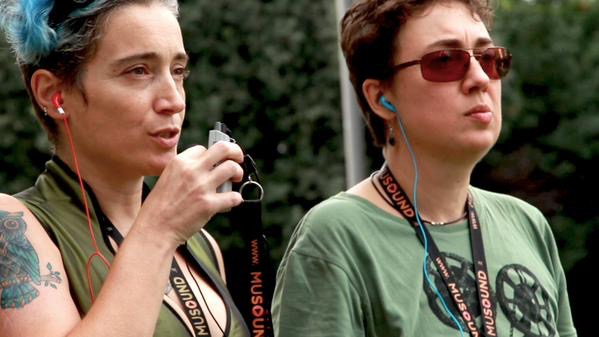
Zarra Bonheur à Rome en 2015

Le collectif est fondé en 2014 par Rachele Borghi, maitre de conférences en géographie des sexualités à l'université de la Sorbonne,. Sylvia Corti, sous le pseudonyme Slavina en fait également partie.
Il tente de transcender les espaces hermétiques constitués en silo d'une part de l'activisme féministe de performances post pornographiqueet d'autre part de la recherche académique concernées par les relations entre le corps et l'espace.

## Méthode
Le collectif utilise l'art et la performance, et propose des ateliers et des conférences dans une perspective féministe de DIY. Se réclamant de la mouvance post pornographique, ses performances se situent dans une volonté de dépassement de la pornographie patriarcale traditionnelle par la production de contenu post pornographiques féministes. 
Annie Sprinkle est, selon Rachele Borghi, la première à avoir réalisé une performance post-porn au début des années 1990 avec la performance The Public Cervix Announcement, qui propose un objectif politique de transformation sociale, contrairement à la pornographie traditionnelle. 